# Federico Urales

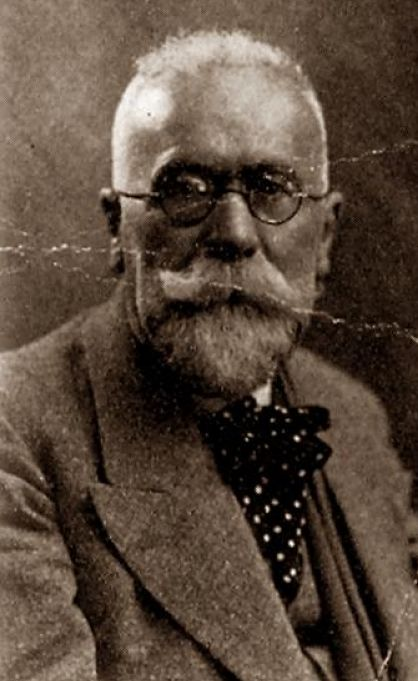
Federico Urales

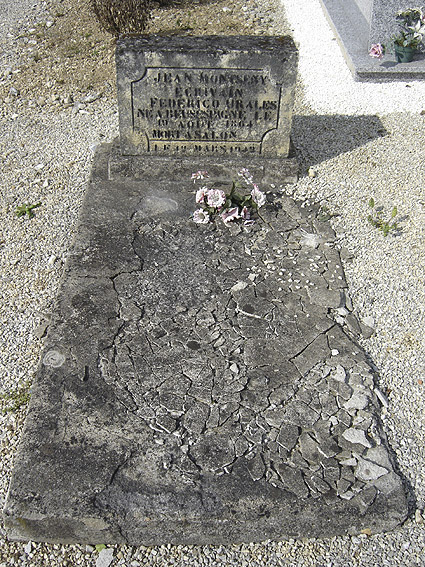
Grab Federico Urales' auf dem Friedhof von Salon (Dordogne)

Federico Urales (eigentlich: Juan Montseny; * 19. April 1864 in Reus; † 12. März 1942 in Salon (Dordogne)) war ein katalanischer Autor und militanter Anarchist. Er war der Vater von Federica Montseny, der ersten Ministerin Spaniens.

## Leben
Als Arbeiter im Tunnelbau trat Urales im Jahr 1885 in die spanische Sozialistische Arbeiterpartei Spaniens ein und wurde bereits wenige Jahre später (1888) deren Generalsekretär. Urales war mit Teresa Mañé Miravet, bekannt unter ihrem Pseudonym „Soledad Gustavo“, verheiratet. Beide waren Persönlichkeiten der anarchistischen Bewegung in Reus. Urales floh später nach London ins Exil. Von dort zurückgekehrt gründete er im Jahr 1898 in Madrid die Tageszeitung La Revista Blanca. Nach dem Sieg der Putschisten über die Republik im Spanischen Bürgerkrieg musste er im Jahr 1939 nach Frankreich ins Exil flüchten und starb dort drei Jahre später in einem Internierungslager.

## Werke
Romane
- La Novela Ideal (1925)
- La Novela Libre (1929)
- El Luchador (1931)

Essays
- Nicolás Estévanez, ein Vorwort zu Pensamientos Revolucionarios de Nicolás Estévanez, Mateo Morral (1880–1906).
- La barbarie gubernamental (1933)
- La evolución de la Filosofía en España, Tomo I (1934)
- La evolución de la Filosofía en España, Tomo II (1934)